# Невструево
Невструево — деревня в Стародубском муниципальном округе Брянской области.

## География
Находится в южной части Брянской области на расстоянии приблизительно 4 км по прямой на север-северо-восток от районного центра города Стародуб.

## История
Известно с 1642 как Ананчино, имение С.Невструя. Со второй половины XVII века — магистратское владение; с 1727 — Валькевичей и др. В XVII—XVIII веках входило в 1-ю полковую сотню Стародубского полка. В середине XX века работал колхоз «Новый Невструев». Казацкое население деревни на протяжении второй половины 18 — 19 веков составляло около 7 дворов. В 1859 году здесь (деревня Стародубского уезда Черниговской губернии) было учтено 34 двора, в 1892 — 62. До 2020 года входила в состав Десятуховского сельского поселения Стародубского района до их упразднения.

## Население
Численность населения: 257 человек (1859 год), 408 (1892), 49 человек в 2002 году (русские 98 %), 37 в 2010.